# Vevekojotl

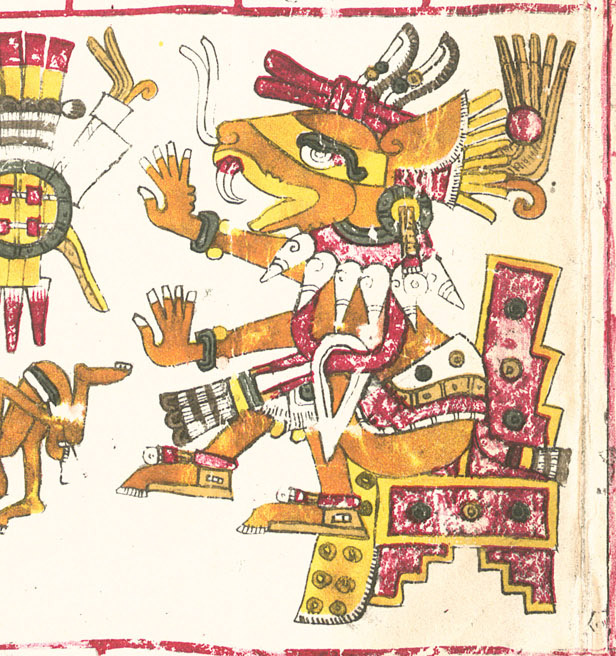
Vevekojotl ábrázolása a Borgia-kódexben

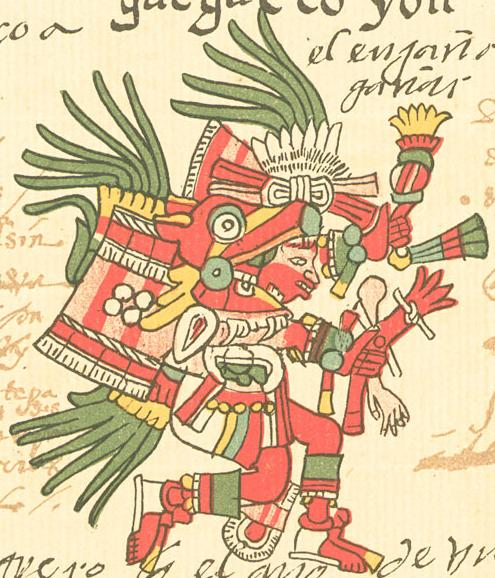
Vevekojotl ábrázolása a Telleriano–Remensis-kódexben

Vevekojotl (spanyolos írásmóddal Huehuecóyotl) a tiszteletre méltó, öreg prérifarkas, az ének és a tánc istene az azték mitológiában. Makvilsocsitl egyik megjelenési formája, eredetileg talán az otomik törzsi istene volt. Vagy ülő prérifarkasnak, vagy kezében hangszert tartó embernek ábrázolták.